# ジョージ・パッカード
ジョージ・R・パッカード3世（George R. Packard 3rd, 1932年5月27日 - ）はアメリカ合衆国の政治学者、米日財団理事長。
ジョンズ・ホプキンス大学高等国際問題研究大学院（SAIS）学院長、国際大学学長を歴任した。

## 略歴・人物
1954年プリンストン大学を優等（magna cum laude）で卒業、東京大学への留学を経て、1959年タフツ大学フレッチャー法律外交大学院修了。1963年、60年安保闘争についての研究で同大学院より博士号を取得。
エドウィン・ライシャワー駐日アメリカ合衆国大使の特別補佐官、ジャーナリストなどを経て、1979年よりジョンズ・ホプキンス大学高等国際問題研究大学院（SAIS）学院長を務める。在任時はライシャワー東アジア研究センターを開設し、初代センター長に就任した。2002年には国際文化会館でライシャワー批判の講演を行なっている。
1994年に、国際大学の学長就任。
1998年に、日米関係事業に助成を行なう米日財団の理事長就任。
2007年、日米友好親善への貢献により、旭日重光章を受章。

### 職歴
- 1963年　駐日アメリカ合衆国大使特別補佐官（-1965年）
- 1965年　『ニューズウィーク』ワシントン支局記者（-1967年）
- 1967年　『フィラデルフィア・ブレティン』記者（-1969年）
- 1969年　『フィラデルフィア・イブニング・アンド・サンデー・ブレティン』編集長（-1975年）
- 1976年　ウッドロー・ウィルソン国際学術センター副センター長（-1979年）
- 1979年　ジョンズ・ホプキンス大学高等国際問題研究大学院（SAIS）学院長（-1993年）
- 1984年　ジョンズ・ホプキンス大学SAIS付属エドウィン・ライシャワー東アジア研究センター長（-1998年）
- 1994年　国際大学学長（-1998年）
- 1998年　米日財団理事長（現職）

## 著書

### 単著
- Protest in Tokyo: the Security Treaty Crisis of 1960, (Princeton University Press, 1966).
- 『アメリカは何を考えているのか』（伊藤茂幸訳、講談社, 1992年）
- 『ライシャワーの昭和史』（森山尚美訳、講談社, 2009年）

### 共著
- （大森実）『日米衝突への道』（講談社, 1990年）

### 共編著
- Japan and the United States in Asia, co-edited with Robert E. Osgood and John H. Badgley, (Johns Hopkins University Press, 1968).
- The Common security interests of Japan, the United States, and NATO, co-edited with U. Alexis Johnson, (Ballinger, 1981).
- China Policy for the Next Decade: Report of the Atlantic Council's Committee on China Policy, co-edited with U. Alexis Johnson and Alfred D. Wilhelm, Jr, (Oelgeschlager, Gunn & Hain, 1984).